# S-II
S-II（英語ではエス・ツーと発音される）は、アメリカ合衆国のアポロ計画で使用されたサターンV 型ロケットの、第二段ロケットである。ノース・アメリカン社製作。燃料に液体水素、酸化剤に液体酸素を使用するJ-2ロケットエンジンを5基搭載し、520トン（5MN）の推力でサターンV を大気圏上層部にまで到達させた。

## 経緯

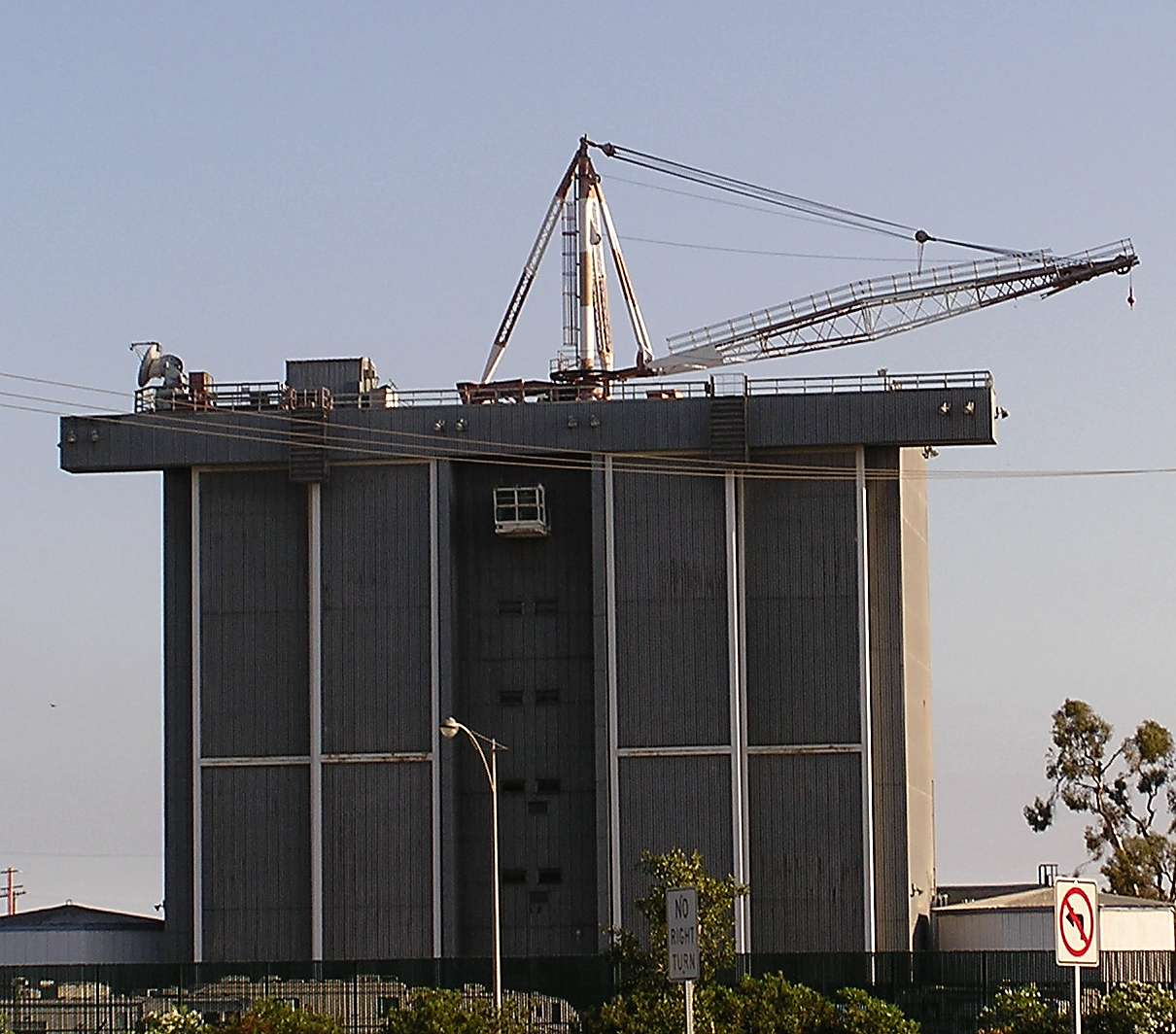
カリフォルニア州シール・ビーチのS-II 組立工場

S-II の開発は、1959年に国防高等研究計画局（Defense Advanced Research Projects Agency）から出された「液体水素を燃料とする高出力のロケットエンジンを開発せよ」との要請に基づき開始された。エンジン開発の契約はロケットダイン社が獲得し、後にそれはJ-2ロケットエンジンとなって実現することになる。同時にS-II 本体の開発も進められたが、初期の設計ではS-II は全長22.5m、直径6.5mで、4基のJ-2を搭載することになっていた。
1961年、マーシャル宇宙飛行センターはS-II 本体を製作する企業の選定を始めた。30以上もの航空機製作会社の代表者を一堂に集め、要求される性能の概略を示したところ、1か月後に名乗りを上げた企業は7社にすぎなかった。そのうちの3社は、後に書類選考ではねられた。その後、ロケットの初期設定の値が小さすぎるとして、全体のサイズを大きくすることが決められたが、この決定は残った4社に対し、より多くの困難を与えることになった。しかもその時点で、NASAは機体の大きさをどのように設定し、上段にどのロケットを搭載するかということを、いまだ決めかねていた。
最終的に、契約は1961年9月11日にノース・アメリカンが獲得し、製作工場は政府によってカリフォルニア州シール・ビーチに建設された。

## 概容

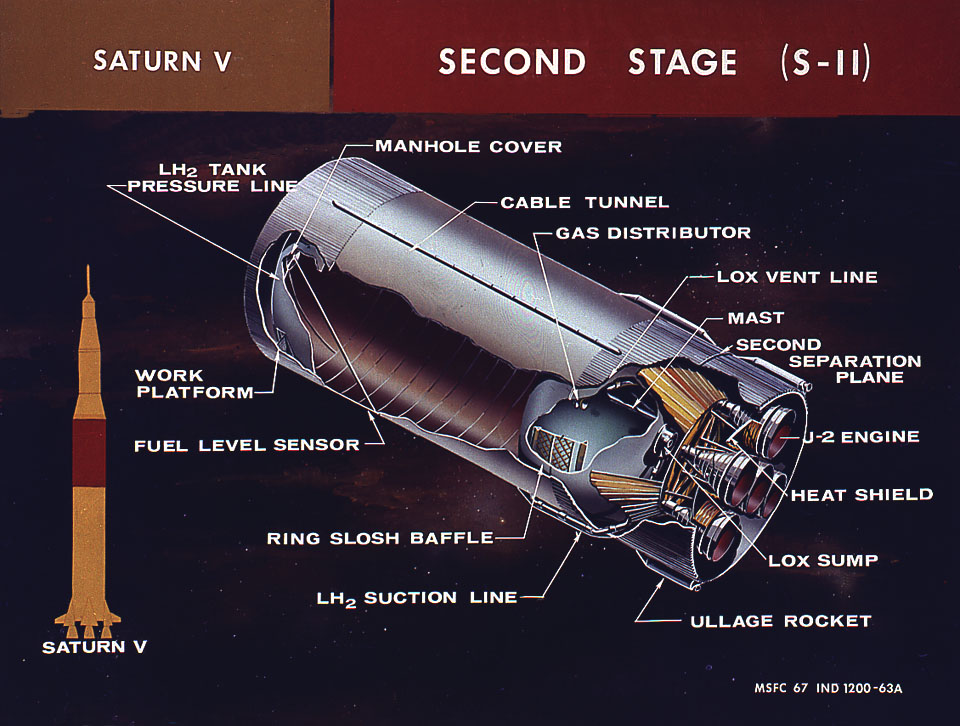
S-II 図解

燃料と酸化剤を満載するとS-II の重量は500,000kgに達するが、このうち本体の重量は3％に過ぎず、残りの97％を液体酸素と液体水素が占めている。
底部にはJ-2エンジンが5基搭載されている。中央の1基は固定され、周囲の4基にはジンバル（首振り）機構が備えられていて、ロケットの飛行を制御する。
燃料と酸化剤のタンクはS-IC のように二つに分けられてはおらず、両者は一枚の隔壁で仕切られているだけである。この隔壁は、フェノール樹脂のハニカム構造をアルミニウムのシートでサンドイッチのように挟む形で作られており、二つのタンクの70℃もの温度差を絶縁し、重量を3.6トン削減することに成功している。
液体酸素タンクは直径10m、長さ6.7mの長円型で、頂部と底部は上記のシートを三角形に切ったものを12枚溶接して作られており、二本のリングで補強されている。このシートは、211,000リットルの水を入れたタンクの底に設置し、水中で火薬を爆発させることによって球状に形作られた。
液体水素タンクは6個の円筒を積み重ねて作られており、そのうちの5個は高さ2.4mで、残る1個は高さ0.69mである。最大の課題は保温で、液体水素は絶対温度20K（摂氏マイナス252.6℃）以下に保たれておかなければならず、外気温からいかにしてうまく遮断するかということが重要な問題となってくる。初めのうちは溶接部分に亀裂が発生するなどの不具合が発生したが、余剰分の水素を噴霧して温度を下げることによって解決した。
S-II は溶接部分や外殻をはめ合わせることが正確に行なわれるように、垂直の状態で組み立てられる。

## 製造記録
| シリアル ナンバー | 使用目的                                       | 発射日         | 現在の状態                                                                           | 特記事項                                                        |
| ----------------- | ---------------------------------------------- | -------------- | ------------------------------------------------------------------------------------ | --------------------------------------------------------------- |
| S-II-F            | S-II-S/DとS-II-Tの製造後に構造試験に使用される |                | アラバマ州ハンツビルの合衆国宇宙ロケットセンター(U.S. Space & Rocket Center)に展示中 |                                                                 |
| S-II-T            |                                                |                |                                                                                      | 1966年5月28日、爆発事故で破損                                   |
| S-II-D            | 製造キャンセル                                 |                |                                                                                      |                                                                 |
| S-II-S/D          | 構造試験に使用                                 |                |                                                                                      | 1965年9月29日、構造試験で破損                                   |
| S-II-1            | アポロ4号                                      | 1967年11月9日  | 西経39度40分、北緯32度12分の大西洋海底                                               | 底部にカメラを搭載し、第一段の分離を撮影                        |
| S-II-2            | アポロ6号                                      | 1968年4月4日   |                                                                                      | 底部にカメラを搭載し、第一段の分離を撮影                        |
| S-II-3            | アポロ8号                                      | 1968年12月21日 | 西経37度60分、北緯31度50分の大西洋海底                                               |                                                                 |
| S-II-4            | アポロ9号                                      | 1969年3月3日   | 西経34度2分、北緯31度28分の大西洋海底                                                | 重量を600kg削減し、エンジンを強化したことによりペイロードが増加 |
| S-II-5            | アポロ10号                                     | 1969年5月18日  | 西経34度31分、北緯31度31分の大西洋海底                                               |                                                                 |
| S-II-6            | アポロ11号                                     | 1969年7月16日  | 西経34度51分、北緯31度32分の大西洋海底                                               |                                                                 |
| S-II-7            | アポロ12号                                     | 1969年11月14日 | 西経34度13分、北緯31度28分の大西洋海底                                               |                                                                 |
| S-II-8            | アポロ13号                                     | 1970年4月11日  | 西経33度17分、北緯32度19分の大西洋海底                                               | 上昇中、エンジンの1基が共振で停止                               |
| S-II-9            | アポロ14号                                     | 1971年1月31日  |                                                                                      |                                                                 |
| S-II-10           | アポロ15号                                     | 1971年7月16日  |                                                                                      |                                                                 |
| S-II-11           | アポロ16号                                     | 1972年4月16日  |                                                                                      |                                                                 |
| S-II-12           | アポロ17号                                     | 1972年12月7日  |                                                                                      |                                                                 |
| S-II-13           | スカイラブ1号                                  | 1973年5月14日  |                                                                                      | スカイラブ発射のため一部を改造                                  |
| S-II-14           | アポロ18号（キャンセル）                       |                | ケネディ宇宙センターに展示中                                                         | 計画がキャンセルされる                                          |
| S-II-15           | スカイラブ1号バックアップ                      |                | ジョンソン宇宙センターに展示中                                                       | スカイラブ1号バックアップ用として製作されるも未使用             |